# Jaji (district)
Jaji is een van de 11 districten van de provincie Paktiyā in Afghanistan. Jaji heeft 44.000 inwoners. Het districtscentrum ligt in Ali Khel.

## Bestuurlijke indeling
Het district Jaji is onderverdeeld in 60 plaatsen:
- Khara Tiga
- Surkay
- Sahmohammad Kalay
- Kashnakay
- Tabay Tana
- Fadzeli Tana
- Cherg
- Taray Kota
- Mari Khail
- Menakhel
- Kackay
- Bara Shega
- Shega
- Sernikhel
- Ghaybana
- Seray Tangay
- Tabay
- Sepalwalay
- Rata
- Sur Tangay
- Shaykhmiran
- Ghorushtay
- Ruqyan
- Seway (2)
- Seway (1)
- Caparay (1)
- Mana
- Ghafur Tangay
- Ghwayguza
- Dre Khole
- Hasan Lgada
- Jabe Kalay
- Dre Kholeh
- Dor Mela
- Jadrano Kalay
- Khojikhel
- Bar Kotkay
- Manj Kotkay
- Kuz Kotkay
- Caparay (2)
- Brakatkhan Kalay
- Kuza Shega
- Ali Khel
- Chawnay
- Bedala
- Kuz Ali Sangi
- Bayankhel
- Stya
- Ghunjay Ahmadkhel
- Sursorang
- Lar Lewani
- Sharif Kalay
- Petla
- Kharshatal
- Bar Ali-sangi
- Kuz Belawut
- Bar Belawut
- Kotkay
- Nawabad
- Gulghunday

Ahmadabad · Chamkani · Dand-Wa-Patan · Gardez · Jaji · Jani Khel · Lija Ahmad Khel · Sayid Karam · Shwak · Wuza Zadran · Zurmat